# 大人の事情
大人の事情（おとなのじじょう）とは、何かを説明したり釈明したりしなければならないような状況で、詳らかにすることが憚られるような事情がある場合に、具体的な説明を避ける際に用いる表現。大人の都合（おとなのつごう）などともいう。
初出は定かではないが、特に他社間の利害関係（版権や商標が絡む内容）によって名前が出せない場合や、宗教などのタブー、不祥事などの事情で理由を公開できない場合のほか、単に事なかれ主義で（単語のみならず事実上として）使用されることが多く、マスメディア業界でも見受けられる表現である。
中国語圏の台湾で同種の言葉が用いられている新聞記事も存在する。